# Acartauchenius
Acartauchenius là một chi nhện trong họ Linyphiidae.